# Queratomileusi assistida per làser amb epiqueràtom
La queratomileusi assistida per làser amb epiqueràtom o Epi-LASIK o Epilasik (procedeix de l'anglès Epikeratome Laser-Assisted keratomileusis) és una tècnica quirúrgica que s'utilitza a oftalmologia per corregir trastorns de refracció de l'ull de manera definitiva, mitjançant la utilització de làser, evitant d'aquesta manera la necessitat d'utilitzar de manera permanent ulleres o lents de contacte. Pot tractar-se amb aquest procediment la miopia, la hipermetropia i l'astigmatisme. Va ser desenvolupada per l'oftalmòleg grec Ioannis Pallikaris.

## Descripció
El procediment consisteix a retirar la capa d'epiteli que cobreix la còrnia mitjançant un instrument anomenat epiqueràtom. A continuació s'utilitza el làser d'excímer per l'ablació del teixit corneal que cal eliminar per corregir el defecte de refracció i seguidament l'epiteli de la còrnia es torna a col·locar en la seva posició original.
La tècnica és en realitat una variació d'altres més conegudes com el LASEK i el LASIK, diferenciant-se d'aquestes en el mètode utilitzat per retirar l'epiteli corneal, al LASEK s'utilitza una solució alcohòlica amb aquesta finalitat i en el LASIK un instrument anomenat microqueràtom.
Aquest procediment pot tenir avantatges en pacients que presenten una còrnia prima que dificulta l'aplicació d'altres tècniques.